# 헤밍웨이 스페셜

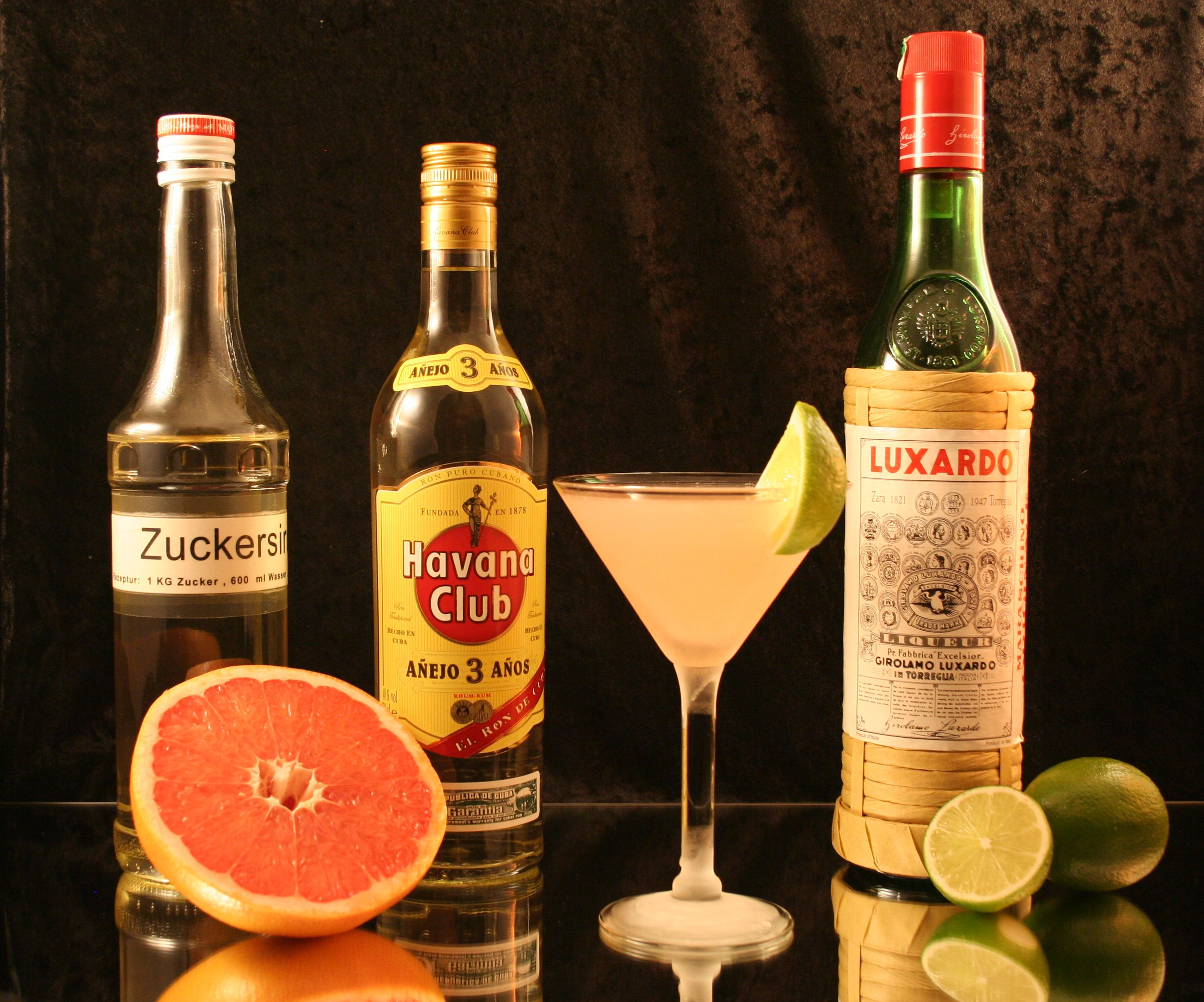

헤밍웨이 스페셜(Hemingway special)은 플로리디타 다이키리(Floridita daiquiri)를 기반으로 한 올데이(all day) 칵테일이며 IBA에서 인정한다. 럼, 라임 주스, 마라스키노 리큐어, 자몽 주스로 만들어 더블 칵테일 글라스에 담겨 제공된다.

## 역사
쿠바에 머물렀던 어니스트 헤밍웨이는 플로리디타의 시그니처 음료인 플로리디타 다이키리를 맛보고 "좋긴 하지만 설탕과 더블 럼을 넣지 않은 것이 더 좋다"고 말했고, 이것이 오늘날 헤밍웨이 다이키리 또는 파파도블레로 알려진 칵테일이 되었다. 이 레시피는 나중에 추가로 수정되어 믹스에 자몽 주스를 추가했으며, 이 시점에서 음료는 "헤밍웨이 스페셜"이라고 불렸다.